# Lijst van voetbalinterlands Maleisië - Papoea-Nieuw-Guinea
Deze lijst van voetbalinterlands is een overzicht van alle officiële voetbalinterlands tussen de nationale teams van Maleisië en Papoea-Nieuw-Guinea. De landen hebben tot op heden vier keer tegen elkaar gespeeld. De eerste ontmoeting, een vriendschappelijke wedstrijd, werd gespeeld in Kuala Lumpur op 4 september 1984. Het laatste duel, eveneens een vriendschappelijke wedstrijd, vond plaats op 20 juni 2023 in Kuala Terengganu.

## Wedstrijden
| № | Plaats           | Datum            | Competitie        | Wedstrijd                      | Uitslag |
| - | ---------------- | ---------------- | ----------------- | ------------------------------ | ------- |
| 1 | Kuala Lumpur     | 4 september 1984 | Vriendschappelijk | Maleisië − Papoea-Nieuw-Guinea | 5 − 1   |
| 2 | Port Moresby     | 17 juni 2016     | Vriendschappelijk | Papoea-Nieuw-Guinea − Maleisië | 2 − 0   |
| 3 | Shah Alam        | 14 november 2016 | Vriendschappelijk | Maleisië − Papoea-Nieuw-Guinea | 2 − 1   |
| 4 | Kuala Terengganu | 20 juni 2023     | Vriendschappelijk | Maleisië − Papoea-Nieuw-Guinea | 10 − 0  |

## Samenvatting
| Competitie        | Totaal gespeeld | Winst Maleisië | Gelijk | Winst Papoea-Nieuw-Guinea | Doelsaldo Maleisië – Papoea-Nieuw-Guinea |
| ----------------- | --------------- | -------------- | ------ | ------------------------- | ---------------------------------------- |
| Vriendschappelijk | 4               | 3              | 0      | 1                         | 17 − 4                                   |
| Totaal            | 4               | 3              | 0      | 1                         | 17 − 4                                   |

FAM · 
A-internationals · 
Maleisisch vrouwenelftal
Afghanistan ·
Algerije ·
Australië ·
Bahrein ·
Bangladesh ·
Bhutan ·
Bosnië en Herzegovina ·
Brazilië ·
Brunei ·
Cambodja ·
Canada ·
China ·
Engeland ·
Fiji ·
Filipijnen ·
Finland ·
Ghana ·
Hongkong ·
India ·
Indonesië ·
Irak ·
Iran ·
Israël ·
Jamaica ·
Japan ·
Jemen ·
Jordanië ·
Kenia ·
Kirgizië ·
Koeweit ·
Laos ·
Lesotho ·
Libanon ·
Liberia ·
Libië ·
Liechtenstein ·
Macau ·
Malediven ·
Marokko ·
Mongolië ·
Myanmar ·
Nepal ·
Nieuw-Zeeland ·
Noord-Korea ·
Oezbekistan ·
Oman ·
Oost-Timor ·
Pakistan ·
Palestina ·
Papoea-Nieuw-Guinea ·
Qatar ·
Saoedi-Arabië ·
Salomonseilanden ·
Senegal ·
Singapore ·
Sri Lanka ·
Syrië ·
Tadzjikistan ·
Taiwan ·
Thailand ·
Turkije ·
Turkmenistan ·
Uruguay ·
Verenigde Arabische Emiraten ·
Vietnam ·
Zuid-Korea ·
Zuid-Vietnam ·
Zweden
PNGFA · 
A-internationals · 
Vrouwenelftal van Papoea-Nieuw-Guinea
1969 – 1979 · 
1980 – 1989 · 
1990 – 1999 · 
2000 – 2009 · 
2010 – 2019 ·
2020 − 2029
Amerikaans-Samoa ·
Australië ·
Centraal-Afrikaanse Republiek ·
China ·
Cookeilanden ·
Fiji ·
Filipijnen ·
Indonesië ·
Iran ·
Liberia ·
Maleisië ·
Nieuw-Caledonië ·
Nieuw-Zeeland ·
Salomonseilanden ·
Samoa ·
Singapore ·
Sri Lanka ·
Tahiti ·
Thailand ·
Tonga ·
Vanuatu